# Kihon
Kihon (基本) és un terme japonès que es refereix a una combinació de tècniques executades a manera d'exercici. Això serveix als practicants de diferents arts marcials, en especial el karate per refinar les seves tècniques i millorar la seva velocitat i força.
Les combinacions solen ser fetes gairebé totes les classes i estan constituïdes en la seva majoria de tècniques bàsiques, com tsuki (punys), Uke (defenses) i Geri (puntades), encara que també es realitzen combinacions tècniques avançades.
La pràctica del kihon és fonamental per a qualsevol karateka, ja que, així com un futbolista practica passades, xuts i domini de la pilota en la recerca del perfeccionament, un karateka fa kihon a la recerca de polir les seves tècniques.